# Дълбочинна бомба
Дълбочинната бомба е оръжие за водене на война срещу подводни лодки, предназначена е да унищожи или силно да повреди целта си чрез ударната вълна, предизвикана от експлозията ѝ. Повечето използват конвенционални експлозиви и взривател нагласен да се активира на предварително определена дълбочина във водата. Дълбочинните бомби могат да се пускат от кораби, патрулни самолети, или хеликоптери. В наши дни дълбочинните бомби са заменени почти изцяло от противо-подводните насочващи се торпеда.